# Battaglia di Mile Hill
La battaglia di Mile Hill è stata un episodio della guerra di secessione americana, combattuta il 2 settembre 1862 nei pressi di Leesburg (Virginia).
La cavalleria confederata del colonnello Munford sorprese le forze nordiste facilitando l'occupazione della città da parte dell'Armata Confederata della Virginia Settentrionale del generale robert E. Lee che due giorni, il 4 settembre avrebbe attraversato il fiume Potomac dando inizio alla campagna del Maryland.